# Pülümür
Pülümür, auch Pılemoriye, ist eine Stadt und Verwaltungssitz (Merkez) des gleichnamigen Landkreises (İlçe) in der türkischen Provinz Tunceli. Der Kreis liegt im Nordosten der Provinz und grenzt an die Provinzen Erzincan im Norden und Bingöl im Südosten. Intern hat er die Kreise Ovacık, Nazımiye und den zentralen Bezirk Tunceli zum Nachbarn.
Die Stadt Pülümür liegt etwa 66 Straßenkilometer (Luftlinie: 52 km) nordöstlich der Provinzhauptstadt Tunceli. Beide sind durch die Fernstraße D 885 verbunden, die den Kreis in Nord-Süd-Richtung durchquert.
Der Kreis Pülümür wechselte am 4. Januar 1936 von der Provinz Erzincan (VZ 1927: 11.449 Einw. in 63 Ortschaften; VZ 1935: 14.606 in 60 Dörfern) in die neugegründete Provinz Tunceli (Gesetz Nr. 2885).
Ende 2020 besteht der Landkreis neben der Kreisstadt (40 % der Kreisbevölkerung) aus 49 Dörfern. Diese haben eine Durchschnittsbevölkerung von 41 Bewohnern je Dorf, was dem niedrigsten Wert aller acht Kreise der Provinz entspricht. Doğanpınar ist das mit 162 Einwohnern das bevölkerungsreichste Dorf. 17 der Dörfer haben mehr als 47 Einwohner (Durchschnitt), 37 weniger als 50 Einwohner. Die Bevölkerungsdichte bewegt sich bei 2,3 Einw. je km², was dem niedrigsten Wert in der Provinz entspricht.
Zazaisch ist vor Kurmandschi die am häufigsten gesprochene Sprache des Landkreises, wobei die nördliche der drei Dialektgruppen (Nordzazaki) vorherrschend ist.
In Pülümür werden Chrom, Salz und Marmor abgebaut.

## Sonstiges
Christian Ude, Oberbürgermeister der Stadt München (Stand: September 2013), wurde 2005 zum Ehrenbürger Pülümürs ernannt. Nach ihm ist auch das Gemeindezentrum von Pülümür benannt.

## Persönlichkeiten
- Cemal Süreya (1931–1990), Schriftsteller
- Turgut Yüksel (* 1956), deutscher Politiker und Landtagsabgeordneter in Hessen der SPD
- Hüseyin Kenan Aydın (* 1962), deutscher Politiker und ehemaliger Bundestagsabgeordneter der Partei Die Linke (2005–2009)
- Şenol Akkılıç (* 1965), österreichischer Politiker und Landtagsabgeordneter in Wien der SPÖ
- Sevim Aydin (* 1972), Berliner Politikerin (SPD)
- Korkmaz Arslan (* 1983), deutsch-türkischer Schauspieler